# 마이클 온트킨
마이클 온트킨(Michael Ontkean, 1946년 1월 24일 ~ )은 캐나다의 배우이다.

## 출연 작품
- 디센던트 (2011)
- 소피 (2008)
- 섹스 온 더 비치 (1999)
- 니코 더 유니콘 (1998)
- 찬스 오브 스노우 (1998)
- 제3의 눈 (1995)
- 다니엘 스틸 - 가족 앨범 (1994)
- 빗나간 열정 (1993)
- 분노의 유산 (1992)
- 함정 살인 (1991)
- 헐리웃 스토리 (1990)
- 트윈 픽스 시즌1 (1990)
- 바이 바이 블루스 (1989)
- 암호명 콜드 프론트 (1989)
- 클라라의 비밀 (1988)
- 말광량이 철들이기 (1987)
- 야간 파티 (1987)
- 론리 하트 (1987)
- 저스트 더 웨이 유 알 (1984)
- 타인의 피 (1984)
- 두 남자 (1982)
- 윌리와 필 (1980)
- 슬랩 샷 (1977)
- 경찰 초년병 (1972)
- 디즈니랜드 (1954)